# FIBA World Cup All-Tournament Teams (femminile)
Il FIBA World Cup All-Tournament Teams è il riconoscimento che la FIBA conferisce a ogni edizione dei Mondiali di pallacanestro alle migliori giocatrici che si sono distinte nel corso del torneo.

## Vincitori
| Grassetto | MVP del torneo |

| Edizione | Giocatore           | Nazionale   | Ref.  |
| -------- | ------------------- | ----------- | ----- |
| 1994     | Hortencia Marcari   | Brasile     | [ 1 ] |
| 1994     | Janeth Arcain       | Brasile     | [ 1 ] |
| 1994     | Katrina McClain     | Stati Uniti | [ 1 ] |
| 1994     | Teresa Edwards      | Stati Uniti | [ 1 ] |
| 1994     | Zheng Haixia        | Cina        | [ 1 ] |
| 2002     | Shannon Johnson     | Stati Uniti | [ 2 ] |
| 2002     | Amaya Valdemoro     | Spagna      | [ 2 ] |
| 2002     | Elena Baranova      | Russia      | [ 2 ] |
| 2002     | Lauren Jackson      | Australia   | [ 2 ] |
| 2002     | Lisa Leslie         | Stati Uniti | [ 2 ] |
| 2006     | Sue Bird            | Stati Uniti |       |
| 2006     | Diana Taurasi       | Stati Uniti |       |
| 2006     | Penny Taylor        | Australia   |       |
| 2006     | Lauren Jackson (2)  | Australia   |       |
| 2006     | Marija Stepanova    | Russia      |       |
| 2010     | Hana Machová        | Rep. Ceca   | [ 3 ] |
| 2010     | Diana Taurasi (2)   | Stati Uniti | [ 3 ] |
| 2010     | Eva Vítečková       | Rep. Ceca   | [ 3 ] |
| 2010     | Sancho Lyttle       | Spagna      | [ 3 ] |
| 2010     | Alena Leŭčanka      | Bielorussia | [ 3 ] |
| 2014     | Alba Torrens        | Spagna      | [ 4 ] |
| 2014     | Penny Taylor (2)    | Australia   | [ 4 ] |
| 2014     | Maya Moore          | Stati Uniti | [ 4 ] |
| 2014     | Sancho Lyttle (2)   | Spagna      | [ 4 ] |
| 2014     | Brittney Griner     | Stati Uniti | [ 4 ] |
| 2018     | Diana Taurasi (3)   | Stati Uniti | [ 5 ] |
| 2018     | Breanna Stewart     | Stati Uniti | [ 5 ] |
| 2018     | Emma Meesseman      | Belgio      | [ 5 ] |
| 2018     | Astou Ndour         | Spagna      | [ 5 ] |
| 2018     | Liz Cambage         | Australia   | [ 5 ] |
| 2022     | A'ja Wilson         | Stati Uniti | [ 6 ] |
| 2022     | Breanna Stewart (2) | Stati Uniti | [ 6 ] |
| 2022     | Stephanie Talbot    | Australia   | [ 6 ] |
| 2022     | Bridget Carleton    | Canada      | [ 6 ] |
| 2022     | Han Xu              | Cina        | [ 6 ] |

## Giocatori inseriti più volte nel quintetto ideale
| Inclusioni | Giocatore                        |
| ---------- | -------------------------------- |
| 3          | Diana Taurasi (2006, 2010, 2018) |
| 2          | Sancho Lyttle (2010, 2014)       |
| 2          | Penny Taylor (2006, 2014)        |
| 2          | Lauren Jackson (2002, 2006)      |
| 2          | Breanna Stewart (2018, 2022)     |